# شمشیرزن (فیلم)
شمشیرزن (انگلیسی: The Swordsman) فیلمی در ژانر ماجرایی به کارگردانی جوزف اچ. لوئیس است که در سال ۱۹۴۸ منتشر شد.در این فیلم بازیگرانی چون لری پارکز، الن درو، جورج مکریدی، ادگار بیوکانان، ری کالینز، هولمز هربرت، ندریک یانگ، بیلی بوان بازی کرده اند.